# Hermann de Witt
Hermann de Witt (* 21. März 1856 in Kellen; † 24. November 1909 in Berlin) war Jurist und Mitglied des Deutschen Reichstags.

## Leben
Hermann de Witt besuchte die Gymnasien zu Emmerich und Kleve und studierte Rechtswissenschaften an den Universitäten Bonn und Berlin von 1876 bis 1879. Er war Mitglied der katholischen Studentenverbindungen KAV Suevia Berlin und KDStV Bavaria Bonn. 1880 trat er in den Justizdienst ein und wurde 1885 Gerichtsassessor und 1890 Amtsrichter in Köln. Er erstattete Referate über die Gesetzentwürfe, betreffend die Besteuerung des Tabaks, die Grundbuchordnung und die Militärstrafgerichtsordnung.
Von 1894 bis 1908 war er Mitglied des Preußischen Abgeordnetenhauses und von 1893 bis zu seinem Tode war er Mitglied des Deutschen Reichstags für den Wahlkreis Köln 6 (Mülheim am Rhein, Gummersbach, Wipperfürth) und die Deutsche Zentrumspartei.